# 1922 (2017)
1922 ist ein US-amerikanischer Horrorfilm von Zak Hilditch, der am 23. September 2017 im Rahmen des Fantastic Fests seine Premiere feierte und in den USA und im deutschsprachigen Raum seit 20. Oktober 2017 bei Netflix gezeigt wird. Der Film basiert auf der Novelle 1922 von Stephen King.

## Handlung
Nebraska im Jahr 1922. Wilfred James lebt mit seiner Frau Arlette und seinem Sohn Henry in seinem Haus in Hemingford Home. Auf dieses ist Wilfred genauso stolz, wie auf das 40 Hektar große Land, das dieses umgibt und schon seit mehreren Generationen in Familienbesitz ist. Als Arlettes Vater stirbt und sie von ihm weitere 40 Hektar erbt, will sie in die Stadt ziehen und das mühselige Leben auf dem Land hinter sich lassen. Wilfred ist von der Idee nur wenig begeistert, denn er wollte das Land seiner Väter nie verlassen. Sie will sich von ihm scheiden lassen und ihn so dazu zwingen, das Haus zu verkaufen. Daraufhin ermordet er Arlette, indem er ihr eines Nachts die Kehle aufschlitzt. Gemeinsam mit Henry versteckt er die Leiche in einem Brunnen hinter der Scheune. Im Folgenden wird er von Ratten und Erscheinungen seiner toten Frau verfolgt, was ihn zunehmend in den Wahnsinn treibt. Henry verschwindet mit seiner schwangeren Freundin. Gemeinsam begehen sie mehrere Raubüberfälle und kommen auf der Flucht vor der Polizei schließlich um. Wilfred, zunehmend Opfer seiner Visionen, muss Haus und Land verkaufen. Er verfasst einen Abschiedsbrief, woraufhin ihm die Geister seiner toten Familie erscheinen und ankündigen, dass alles Weitere ganz schnell gehen werde.

## Produktion

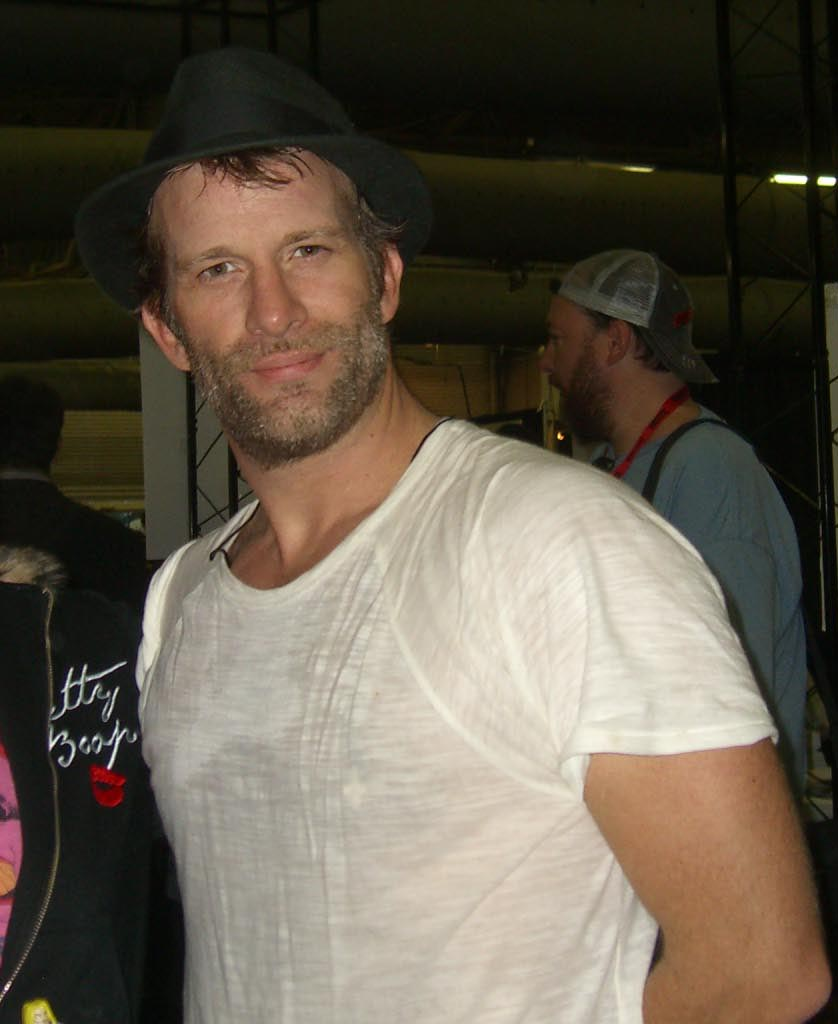
Thomas Jane ist im Film in der Hauptrolle von Wilfred James zu sehen

Der Film basiert auf der Novelle 1922 von Stephen King aus seiner Novellensammlung Zwischen Nacht und Dunkel (Originaltitel Full Dark, No Stars) aus dem Jahr 2010. Es handelt sich um den ersten Teil der insgesamt fünfteiligen Sammlung.
Regie führte Zak Hilditch, der auch Kings Novelle für den Film adaptierte. Mike Patton, der seit 1988 Sänger der Rockband Faith No More ist, komponierte die Filmmusik. Der Soundtrack zum Film, der 21 Musikstücke umfasst, wurde am 20. Juli 2018 von Ipecac Recordings veröffentlicht.
Thomas Jane ist im Film in der Hauptrolle von Wilfred James zu sehen, Molly Parker spielt seine Ehefrau Arlette.
Die deutsche Synchronisation wurde nach einem Dialogbuch und unter der Dialogregie von Christiane Rademacher durch die SDI Media Germany GmbH, Berlin durchgeführt. Thomas Nero Wolff spricht in der deutschen Fassung Wilfred James und Gundi Eberhard seine Ehefrau Arlette.
Der Film feierte am 23. September 2017 im Rahmen des Fantastic Fests seine Premiere und wird in den USA und im deutschsprachigen Raum seit 20. Oktober 2017 bei Netflix gezeigt.

## Rezeption
Der Film wurde in 91 Prozent der bei Rotten Tomatoes erfassten 44 Kritiken positiv bewertet.